# Acanthocereus

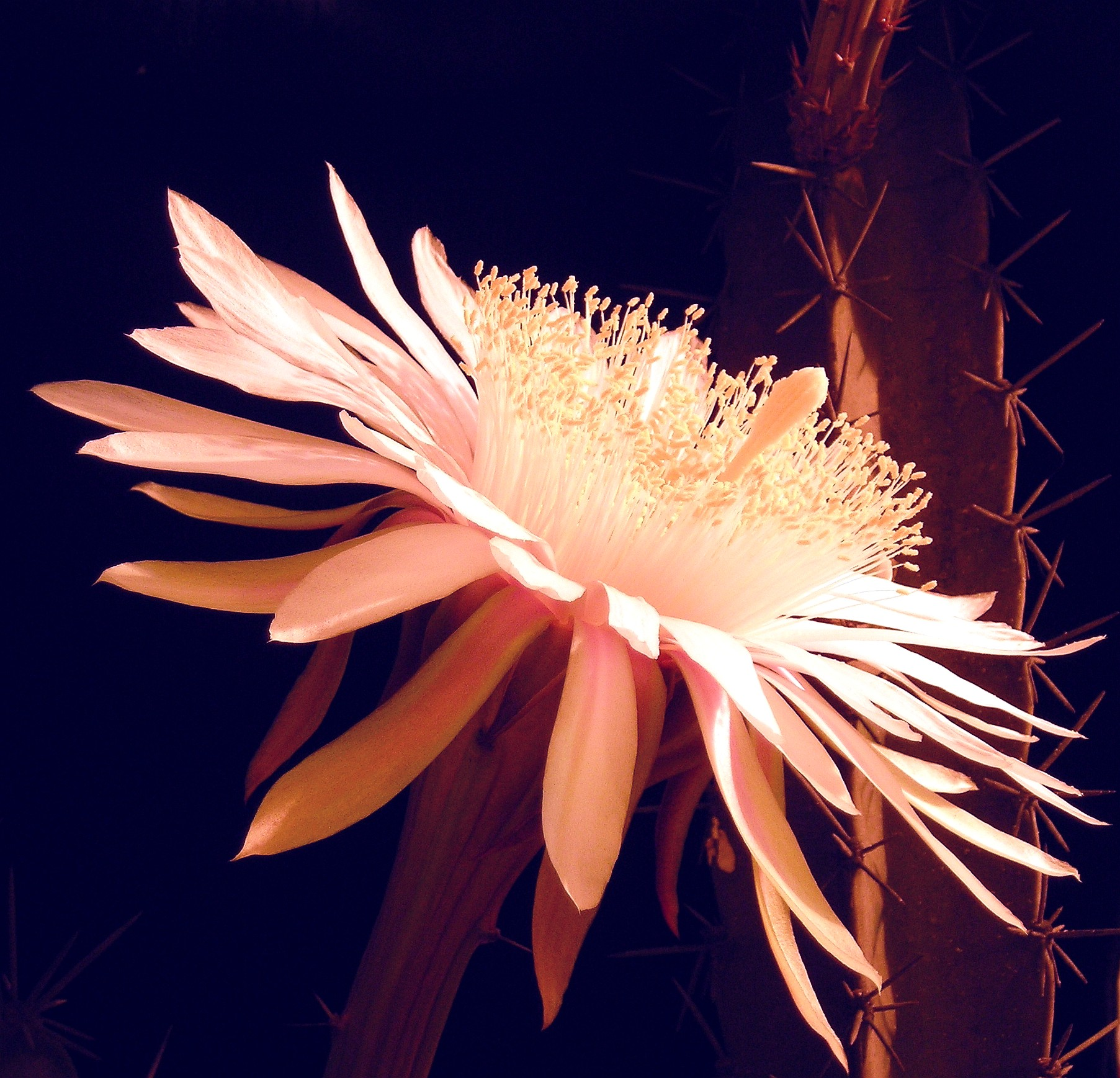
Flor dAcanthocereus tetragonus.

Acanthocereus (publicat el 1909) és un gènere de cactus. Les seves espècies prenen la forma d'arbusts amb branques arquejades o erectes de diversos metres d'alçada.
Les sis espècies viuen a Amèrica tropical des del sud de Florida i Texas a Veneçuela i les illes del Carib.

## Descripció
Les branques tenen 3 a 5 costelles, amb fortes espines. Les flors, blanques i tubulars, són d'obertura nocturna, de 12 a 25 cm de llarg i 6 a 12 cm de diàmetre.
Acanthocereus tetragonus, el "cactus filferro" degut a les seves espines, és la més estesa del gènere i la més gran, de 2 a 7 m d'alçada.

## Taxonomia
El gènere va ser descrit per (Engelm. ex A.Berger) Britton i Rose i publicat a Contributions from the United States National Herbarium 12(10): 432. 1909.
El primer nom el va donar George Engelmann el 1863, però no va descriure els seus caràcters, fins a Alwin Berger el 1905 que la defineix com a subsecció de Cereus. El 1909, Nathaniel Britton i Joseph Rose van elevar a Acanthocereus a gènere.
Etimologia
Acanthocereus: nom genèric que deriva del grec: akantha (que significa espinós) i cereus (espelma, ciri), que es refereix a la seva forma columnar espinosa.

## Espècies
- Acanthocereus baxaniensis (Cuba)
- Acanthocereus colombianus (Colòmbia, Panamà)
- Acanthocereus horridus (sud-est de Mèxic, Guatemala, El Salvador)
- Acanthocereus occidentalis (sud-est de Sonora a Guerrero, Mèxic)
- Acanthocereus pentagonus (Florida, Texas, Illes del Carib, Sud de Mèxic, Amèrica Central, Colòmbia)
- Acanthocereus subinermis (Oaxaca, Mèxic)
- Acanthocereus tetragonus (Florida, Carib, Mèxic, Amèrica Central, nord de Sud-amèrica)

### Sinonímia
Els dos gèneres Dendrocereus Britton i Rose i Monvillea Britton i Rose han estat estudiats com a sinònims.